# Вимірювач напруги поля
У телекомунікаціях вимірювач напруги поля - це прилад, який вимірює напругу електричного поля, що виходить від передавача . 

## Співвідношення між електричним полем і переданою потужністю
В ідеальному просторі напруга електричного поля, що виробляється передавачем із ізотропним радіатором, легко обчислюється. 
{\displaystyle {\mbox{E}}={\frac {\sqrt {30\cdot P}}{d}}}
де 
E - напруга електричного поля у вольтах на метр
P - вихідна потужність передавача у ватах
d - відстань від радіатора в метрах
Фактор {\displaystyle {\sqrt {30}}} є наближенням до {\displaystyle {\sqrt {\frac {Z_{0}}{4\pi }}}}
де {\displaystyle Z_{0}=119.9169832\pi } {\displaystyle \Omega } - це імпеданс вільного простору . {\displaystyle \Omega } є символом для Ом . 
Зрозуміло, що напруга електричного поля обернено пропорційна відстані між передавачем і приймачем. Однак це відношення є недоцільним для обчислення напруженості поля, виробленого наземними передавачами, де відбиття та загасання, викликані предметами навколо передавача чи приймача, можуть значно впливати на напруженість електричного поля. 

## Вимірювач напруги поля
Вимірювач напруги поля - це насправді звичайний приймач. Після ланцюга тюнера сигнал виявляється і подається на мікроамперметр, який масштабується в dBμ . Діапазон частот тюнера зазвичай знаходиться в наземних смугах мовлення. Деякі FS-лічильники можуть також приймати супутникові ( TVRO та RRO) частоти. Більшість сучасних вимірювальних приладів FS мають схеми AF та VF і можуть використовуватися як стандартні приймачі. Деякі вимірювальні пристрої FS також обладнані принтерами для запису отриманої напруженості поля. 

## Антени
Під час вимірювання за допомогою вимірювача напруженості поля важливо використовувати калібровану антену, таку як стандартна антена, що постачається разом з лічильником. Для точних вимірювань антена повинна бути на стандартній висоті. Значення стандартної висоти, часто використовуваної для вимірювань УКХ та УВЧ, становить 10 метрів (33 фут)   . Таблиці виправлення посилення можуть бути забезпечені лічильником, який враховує зміну посилення антени з частотою . 

## Критерії мінімальної напруженості поля
CCIR визначає мінімальну напруженість поля для задовільного прийому. Вони показані в таблиці нижче.  (Діапазон II зарезервований для FM-радіомовлення, а інші діапазони - для телевізійного мовлення . ) 
| Діапазон частот | Мінімальна напруженість поля в дБмВ / м | Примітки         |
| --------------- | --------------------------------------- | ---------------- |
| Смуга I         | 48                                      |                  |
| Смуга ІІІ       | 55                                      |                  |
| Смуга IV        | 65                                      |                  |
| Смуга V         | 70                                      |                  |
| Смуга II        | 48                                      | Сільський район  |
| Смуга II        | 60                                      | Міська територія |
| Смуга II        | 70                                      | Великі міста     |